# Салт
Салт (на арабски: السلط), Ас Салт — произнасяно Ас Сълт или Ас Салт) е древен земеделски град и административен център в Западна Централна Йордания. Разположен е на стар главен път водещ от Аман до Йерусалим, върху платото Балка, около 790 – 840 м над морското равнище. Градът се издига в завой на три хълма близо до долината на река Йордан. На единия от трите хълма (Джебал ал Калаа) са руините на крепост от 13 век
Градът има 99 890 жители (2015 г.).

## История
Ас Салт е една от старите столици на Йордания. Името на града, според самите му жители, се корени в древна арабска дума и означава „силните“. На половин час с кола от Аман на северозапад се открива гледка към живописни улици и ослепителни домове от късния османски период, с неговите характерни дълги сводести прозорци.
Градът е познат като Салтус през визинтийския период и е седалище на епископия. В това време градът се приема за главно селище на Западния бряг, на река Йордан. Селището е разрушено от монголите, възстановено през управлението на мамелютския султан Бейбарс I (1260 – 1277) и става регионална столица отново по време на Османската империя. В началото на 30-те години на 19 век, Салт отново е атакуван, този път при внезапното нападение на египетския вицекрал Ибрахим паша в кампанията му срещу Палестина.
Разцветът на Салт е в късния 19 век, когато пристигат търговци от Наблус разширяващи своята търговска мрежа на изток отвъд река Йордан. В резултат на наплива от новодошли през този период, Салт изживява бързото си разширяване от обикновено земеделско селце в град с множетво архитектурни образци, много, от които построени в наблуски стил от атрактивния местен камък с цвят на пчелен мед. Голяма част от постройките от този епоха оцеляват правейки модерният град, популярна сред туристите дестинация за някокото часа далеч от претъпкаността и суетата на близкия Аман.
След Първата световна война, градът е мястото, което Хърбърт Самуел, британският представител за Палестина и Трансйордания, избира за да обяви привилегированото самоуправление на Йордания (което най-накрая е дадено през 1921 г.).
При възкачването на трона на Крал Абдулах I, изглежда че Ас Салт ще бъде избран за столица на новото кралство, тъй като голяма част от индутрията и търговията се осъществяват от тук, а Салт е най-големият град в Трансйордания с единствената гимназия. Но когато Крал Абдулах I посещава града, е посрещнат враждебно от жителите му и премества столицата в днешния Аман, който е малък град с около 20 000 жители и преживява бързо развитие.
Великите градове са построени с трайни и обилни водни запаси, хълмове и природна красота. Ал Салт определено е един от тези велики градове, не се е променил с времето и остава млад и жизнен през годините.

## Земеделие
Салт е известен в Йордания със своите плодородни почви и качеството на добиваните плодове и зеленчуците особено маслини, домати, грозде и праскови. Дори има легенда, че името на града произхожда от Султана, известен сорт стафиди.
Уади Шуаиб (Долината на Шуаиб) е един от най-големите земеделски райони на Салт, голяма долина със значителни земеделски площи. Тя носи името на един от ислямските пророци, пророк Шуаиб, който е тъст на Мойсей и един от потомците на Ибрахим. Голяма част от земеделските стопанства са разположени тук, където се отглежда грозде, маслинови дървета и още много плодни култури.

## Побратимени градове
- Кувейт, Кувейт
- Пазарджик, България